# ريجى نالدر
ريجى نالدر (بالألمانية: Reggie Nalder)‏ هو ممثل نمساوي، ولد في 4 سبتمبر 1907 بفيينا في النمسا، وتوفي في 19 نوفمبر 1991 بسانتا مونيكا في الولايات المتحدة بسبب سرطان.

## أعمال

### أفلام
- (1956) الرجل الذي عرف أكثر من اللازم

## وصلات خارجية
- ريجى نالدر على موقع IMDb (الإنجليزية)
- ريجى نالدر على موقع ألو سيني (الفرنسية)
- ريجى نالدر على موقع أول موفي (الإنجليزية)
- ريجى نالدر على موقع قاعدة بيانات الأفلام السويدية (السويدية)
- ريجى نالدر على موقع قاعدة بيانات الفيلم (الإنجليزية)
- ريجى نالدر على موقع كينوبويسك (الروسية)